# 曽木亜古弥
曽木 亜古弥（そぎ あこや、1968年9月27日 - ）は日本の女優。本名、旧名は曽木 康代（そぎ やすよ）。京都府長岡京市出身。身長158cm、体重48kg、血液型はB型。リコモーション所属。

## 人物
劇団そとばこまち所属で、タップダンス、ジャズダンスが得意で劇団内では指導も行っていた。少林寺拳法初段。

## 出演作品

### テレビドラマ
- カーネーション
- ドラマ新銀河・京都発・ぼくの旅立ち（京子[5]）
- 新・部長刑事 アーバンポリス24
- 銭形平次 第4シリーズ
- 舞妓さんは名探偵!（塚越良子）

### 舞台
- 京都南座「三婆」[5]

### Webアニメ
2005年
- The King of Fighters: Another Day（不知火舞）

### ゲーム
以下全て不知火舞役での出演。
- 餓狼伝説シリーズ（『餓狼伝説2』 - 『餓狼伝説 WILD AMBITION』）
- CAPCOM VS. SNKシリーズ
- ザ・キング・オブ・ファイターズシリーズ（『XI』まで）
- ネオジオバトルコロシアム
- 放置少女〜百花繚乱の萌姫たち〜

### ドラマCD
- リアルバウト餓狼伝説2 〜THE NEWCOMERS〜 ドラマCD（ナレーション）
- ザ・キング・オブ・ファイターズシリーズ（不知火舞）
- NEO-GEO DJ Stationシリーズ（不知火舞）

### CM
- 日本食研ホールディングス「焼肉のたれ 宮殿」